# Karolina Naja
Karolina Elżbieta Naja (* 5. Februar 1990 in Tychy, Woiwodschaft Schlesien) ist eine polnische Kanutin.

## Erfolge
Sie begann mit dem Kanufahren in Tychy und startet mittlerweile für den Club AZS AWF Gorzów Wielkopolski. Sie tritt bei Kanurennen sowohl über die 200 m, 500 m als auch über 1000 m und sowohl im Einer, als auch im Zweier und im Vierer an. Sie gewann im Zweier-Kajak über 500 m bei den Olympischen Spielen 2012 in London und auch 2016 in Rio de Janeiro jeweils gemeinsam mit Beata Mikołajczyk die Bronzemedaille. Bei den 2021 ausgetragenen Olympischen Spielen 2020 in Tokio gelang ihr im Zweier-Kajak auf der 500-Meter-Strecke mit Anna Puławska der Gewinn der Silbermedaille. Darüber hinaus sicherte sie sich im Vierer-Kajak eine weitere Bronzemedaille. Bei der Schlussfeier der Spiele war sie die Fahnenträgerin ihrer Nation.
Bei den Weltmeisterschaften 2010 in Posen gewann sie im Vierer-Kajak mit der Mannschaft über 500 m die Bronzemedaille und 2011 in Szeged im Zweier-Kajak über 200 m die Silbermedaille. Eine weitere Bronzemedaille erreichte sie in Szeged mit der polnischen Einer-Kajak-Staffel über 4 × 200 m. Bei den Europameisterschaften 2012 wurde sie im Zweier-Kajak Sieger über 1000 m und Dritte über 500 m. 2022 in Dartmouth wurde Naja sowohl mit Anna Puławska im Zweier-Kajak über 500 Meter als auch mit dem Vierer-Kajak auf der 500-Meter-Strecke Weltmeisterin. Bei den Weltmeisterschaften 2023 in Duisburg sicherte sie sich mit dem Vierer-Kajak über 500 Meter die Silbermedaille.
Nach ihren Medaillengewinnen bei den Olympischen Spielen 2020 erhielt Naja am 31. August 2021 das Ritterkreuz des Orden Polonia Restituta.